# Església de Sant Llorenç (Tarragona)
Església de Sant Llorenç és una església del municipi de Tarragona protegida com a bé cultural d'interès local. Destaca per ser una de les esglésies romàniques més antigues de la ciutat (queden restes de dues columnes originals reaprofitades a l'interior), encara que ha patit transformacions i bàsicament l'edifici actual és del XIV. A l'interior es conserva una taula d'altar de Josep Maria Jujol.
L'escut de la façana està protegit i declarat BCIN.

## Descripció
Església d'una sola nau de quatre trams separats per arcs diafragma, coberta de fusta a dues vessants amb capçalera plana. L'obra fou feta principalment amb carreus ben escairats a les cantonades, i la resta de maçoneria. Les quatre capelles del costat de l'epístola són gòtiques, la resta són d'època moderna.
Presenta, amb façana al carrer Sant Llorenç, l'antiga porta lateral, actualment tapiada, amb arc de mig punt i transformada modernament. Per sobre es documenta una rosassa de petites dimensions i es veu l'espadanya. Al sud es documenta una altra porta amb llinda i frontó triangular amb un escut heràldic d'estil renaixentista grecoromà vinculat amb l'arxidiaca Rafael Llorens i atribuïda a Pere Blai.
La porta principal presenta llindar de pedra, una rosassa sota la vessant a dues aigües i creu en el vèrtex. Aquest llindar i els batents procedeixen de l'antiga caserna del Carro, que era on posteriorment es va construir el col·legi Jaume I, actualment desaparegut en fer-se el pàrquing del mateix nom. La façana està pintada i només es veuen els carreus a les cantonades.
La historiografia de l'edifici planteja un primer temple romànic del del segle xii, segons documents medievals, i s'hi relacionen dues columnes reaprofitades a dues finestres geminades a la falsa tribuna. Ara bé, la tipologia de l'edifici té paral·lels per exemple amb l'església de Sant Miquel de Montblanc, que darrerament s'ha pogut datar ja al segle xiii i no al XIV, per la qual cosa és plausible pensar en una datació dels segles XII-XIII.
És notable el retaule de Santa Magdalena, pintat el 1499, i una imatge de Crist ajagut del segle xviii.

## Història
Data del segle xii. Ja el 1306, l'arquebisbe, Rodrigo Tello, va designar-la com una de les vuit que formà priorat. Apareix consignada al llibre de Pons d'Icart.
Va ser reconstruïda a finals del segle xvi per l'arquitecte Pere Blai i es va fer càrrec de les despeses l'ardiaca Rafael Llorens. Al segle xviii el culte d'aquest temple passà a càrrec del gremi de Llauradors, la confraria dels quals data del segle xv i ja estava establerta en aquesta església des de la seva fundació.
El 1802, amb motiu de la visita de Carles IV, fou reformada.
Durant la invasió napoleònica el temple sofrí grans desperfectes, i va ser reconstruïda el 1814.
El 1936 l'església fou cremada i el 1940 es restaurà.
Al seu interior es conserva l'altar de Santa Magdalena (s. XV) i una rica col·lecció d'elements litúrgics originals o decorats per l'arquitecte Josep Maria Jujol. L'altar i el dibuix del paviment són obres també de Jujol. S'hi guarden pos passos, Sant Sepulcre i La Pietat, les carrosses dels quals també són de Jujol.